# FC Mtsapéré
El FC Mtsapéré es un equipo de fútbol de Mayotte que juega en la Primera División de Mayotte, la máxima categoría de fútbol del territorio.

## Historia
Fue fundado el 19 de febrero de 1978 en la localidad de Mtsapéré tras la fusión de los equipos Eclair y Espoir Mtsapéré y es uno de los equipos de fútbol más ganadores de Mayotte, ya que cuenta con 10 títulos de liga y 11 títulos de copa.
También cuenta con dos participaciones en la Copa de Francia, aunque todavía no han ganado un partido en ella.

## Palmarés
- Primera División de Mayotte: 13

2005, 2006, 2007, 2008, 2010, 2013, 2014, 2015, 2017, 2018, 2019, 2022, 2023
- Copa de Mayotte: 11

1981, 1983, 1984, 1985, 1987, 1991, 1993, 1995, 1997, 2017, 2019
- Copa de Francia - Mayotte: 5

1995, 2001, 2004, 2012, 2016
- Coupe Bambao: 1

1978
- Coupe de la Marie: 1

2001

## El equipo en la estructura del fútbol francés
- Copa de Francia: 2 apariciones

2001/02, 2004/05